# Malik ibn Enes
Malik bin Enas (arap. مالك بن أنس, ‎ 711–795 / 93–179 AH), čije puno ime je Malik bin ʾEnas bin Malik bin ʾAbi ʿAmir bin ʿAmr bin al-Harit bin Gajman bin Kutajan bin ʿAmr bin al-Harit al-Asbahij, s poštovanjem poznat kao Imam Malik po malikijskim sunima, bio je arapski muslimanski pravnik, teolog, i hadiski tradicionalista. Rođen u gradu Medina, Malik je postao prominentni naučnik proročkih tradicija svog vremena, koje je nastojao da primeni na „celokupni pravni život”, kako bi stvorio sistematski metod muslimanske jurisprudencije, koji bi se vremenom proširivao. Nazivan imamom Medine od strane njegovih savremenika, Malikova stajališta po pitanjima jurisprudencije bila su visoko poštovana tokom njegovog života i kasnije, i on je postao osnivač jedne od četiri škole sunitskog prava, Malikijskog mezheba, koje je postalo normativni obred sunitske prakse većeg dela Severne Afrike, islamske Španije, velikog dela Egipta, kao i nekih delova Sirije, Jemena, Sudana, Iraka i Horasana, i prominentnih sufijskih redova, uključujući Šadilijija i Tijanijija.
Verovatno najpoznatije Malikovo ostvarenje u analima islamske istorije jeste njegovo sastavljanje Muvate, jedne od najstarijih i najpoštovanijih sunitskih zbirki hadisa i jedne od „najranijih preživelih muslimanskih knjiga zakona”, u kojem je Malik pokušao da „proizvede pregled zakona i pravde; obreda i praksi u skladu sa konsenzusom islama u Medini, prema sunama koje su uobičajene u Medini; i da stvori teoretski standard za pitanja koja nisu rešena sa tačka gledišta konsenzusa i suna.” Sastavljen u ranim danima Abasidskog kalifata, u koje vreme je postojalo rastuće „priznavanje i uvažavanje kanonskog zakona” vladajuće klase, Malikov rad je imao za cilj da pronađe „izglađen put” (što je doslovni prevod termina al-muwaṭṭa) kroz „dalekosežne razlike u mišljenjima čak i o najelementarnijim pitanjima.” Imam Šafija je smatrao to delo „najispravnijom knjigom na zemlji nakon Kurana”. Ova kompilacija Muvata dovela je do toga da Malik bude nagrađivan takvim pobožnim epitetima kao što su šeik islama, dokaz zajedništva, imam iseljeničkog prebivališta i učeni naučnik iz Medine u kasnijoj sunitskoj tradiciji.
Prema klasičnoj sunitskoj tradiciji, Muhamed je predvideo Malikovo rođenje, rekavši: „Uskoro će ljudi udarati bokove kamila u potrazi za znanjem i oni neće naći nikoga stručnijeg od učenjaka iz Medine”, i u jednoj drugoj tradiciji, „Narod ... će se krenuti sa Istoka i Zapada bez da će naći mudraca, osim narodnog mudraca Medini.” Dok su neki kasniji učenjaci, poput Ibn Hazma i Tahavija, sumnjali u identifikaciju misterioznog mudraca ove ove tradicije u Maliku, i dalje je najrasprostranjenija interpretacija ona koja smatra da je ta ličnost Malik. Imam Šafija, koji je i sam postao osnivač jedne od četiri ortodoksne pravne škole sunitskog prava, kasnije o svom učitelju rekao: „Niko mi nije učinio tako veliku uslugu u božjoj religiji kao Malik ... kada se pominju učenjaci znanja, Malik je vodeća zvezda.”

## Poreklo i rođenje
Puno ime mu je Ebu Abdula Malik ibn Enes ibn Malik ibn Ebu Amir ibn Amr ibn El-Haris. Poznat kao „imam Medine” ili „imam Darul Hidžre”. Majka mu se zvala Galija bint Šerik ibn Abdurahman El Ezdija. Njegov deda Malik pripadao je starijoj generaciji tabiina. Prenosio je hadis od Omer ibn el-Hataba, Talhe, Aiše, Ebu Hurejre i Hasana ibn Sabita (savremenika Muhameda). Uz to, bio je jedan od onih koji su nosili Osmana, noću, nakon ubistva do mesta gde je ukopan.
Malik je rođen u Medini, njegovo poreklo seže do Zu Asbeha, jednog od poznatih jemenskih plemena. Jedan od njegovih predaka se preselio u Medinu i tamo se nastanio, te je imam Malik rođen u tom gradu On je rođen je 711. godine i odrastao u rodnom mestu gde je učio od najvećih učenjaka svog vremena. Još kao dete počeo je da izučava islamske discipline. Prvo je naučio Kuran, a zatim prelazi na izučavanje hadisa.

### Učitelji
Imam En-Nevevi navodi da je imam Malik sticao znanje od 900 učitelja, od čega je bilo 300 učenjaka iz druge generacije muslimana – tabiina, a 600 iz treće generacije.
Najviše uticaja na njegov intelektualni profil je ostavio Ebu Bekr Abdula ibn Jezid, poznatiji kao Ibn Hurmuz uz koga je Malik učio sedam ili osam godina. Poznata je Malikova izjava u vezi s tim u kojoj kaže: Dolazio sam Ibn Hurmuzu u ranu zoru, a iz njegove kuće sam izlazio noću.

### Zlatni lanac naracije
Malikov lanac pripovedača smatran je najautentičnijim i nazvan Silsilat еl-Dahab ili „Zlatni lanac naratora“ od strane poznatih učenjaka hadisa, uključujući Muhameda еl-Bukarija. 'Zlatni lanac' naracije (tj. onaj koji učenjaci hadisa smatraju najautentičnijim) sastoji se od Malika, koji сe prenosio od Nafi Mavle ibn Omara, koji je propovedao od Ibn Omara, koji je propovedao od Muhameda.

## Gledišta

### Teologija
Abdul-Gani Ad-Dakr je napisao da je Malik bio 'najudaljeniji od svih ljudi' od dijalektičke teologije, koji je bio najviše upućen u njihove diskusije bez prihvatanja njihovih stavova. G.F. Hadad je, s druge strane, tvrdio da Malik nije bio potpuno nesklon ideji dijalektičke teologije; naprotiv, Hadad ukazuje na Malika koji je studirao „kod nogu Ibn Hurmuza“, magistra dijalektičke teologije, tokom trinaest do šesnaest godina.

#### Antropomorfizam
Malikov jedinstveni doprinos oblasti teologije je da je on bio strogi protivnik antropomorfizma, i smatrao je apsurdnim upoređivati atribute Boga, koji su dati u „ljudskim slikama“ kao što su Božije „ruke“ ili "oči" poput ljudskih. Na primer, kada je jedan čovek pitao Malika o značenju Kurana 20:5, „Milosrdni se postavio na presto“, kaže se da „ništa nije toliko uticalo na Malika kao pitanje tog čoveka“, a pravnik je žarko odgovorio: „'Kako' je to nezamislivo; njegov deo 'uspostavljanja' je poznat; vera u to je obavezna; pitati se o tome je inovacija.”

#### Blažena vizija
Malik je bio pristalica ortodoksne sunitske doktrine blaženog vizije, i kaže se da je citirao Kuran 75:22-23 („Tog dana će lica biti sjajna, gledajući prema svome Gospodaru“) i 83:15 („Ne! Uistinu, od Gospodara njihovog, tog dana će oni [prestupnici] biti zastrti“) kao dokaz njegovog verovanja.

#### Priroda vere
Kada su ga pitali o prirodi vere, Malik ju je definisao kao „govor i dela“ (qawlun wa-'amal), što pokazuje da je Malik bio nesklon rigoroznom razdvajanju vere i dela.

#### Posredovanje
Čini se da je Malik bio zagovornik zastupništva u ličnim molitvama. Na primer, prenosi se da kada je abasidski halifa al-Mansur upitao Malika da li je bolje da se suoči sa Poslanikovim grobom ili kiblom dok se klanja u ličnoj molitvi ili dovu, Malik je odgovorio: „Zašto se ne bi suočio sa njim kada je on vaše sredstvo (vasila) Bogu i sredstvo tvog oca Adama na Dan vaskrsenja?" U vezi sa ovom tradicijom, majstor hadisa iz trinaestog veka Ibn Jama je rekao: „Izveštaj su prenela dva majstora hadisa Ibn Baškuvala i al-Kadi Ijad u el-Šifa, i ne obraća se pažnja na reči onih koji tvrde da je skovana isključivo na osnovu njihovih besposlenih želja.” Dok su Ibn Tejmija, i u mnogo novije vreme, Muhamed ibn Abd el-Vahabov unuk Sulejman zaista odbacili autentičnost ove tradicije, njihova mišljenja su okarakterisana od strane velike većine sunitskih učenjaka, kao što je al-Zarkani, kao da „proizlaze ili iz neznanja ili arogancije“. Istorijski gledano, poznato je da su Malikove izjave o validnost posredovanja ostale osnovna doktrina Malikijske škole, i praktično svi malikijski mislioci klasične ere prihvatili su ideju o Poslanikovom posredovanju. Takođe je poznato, štaviše, da su klasične „knjige Malika prepune odredaba da se du'ā [lična molitva] upućuje dok je bogoslužilac okrenut ka grobu“.

## Radovi
Imam Malik je napisao: 